# Lju Song
To je ime in priimek kitajske osebe; priimek je Lju.
Lju Song (kitajsko: 刘嵩; pinjin: Liu Song), kitajski igralec snookerja, * 8. december 1983, Tjandžin, Ljudska republika Kitajska.

## Kariera
Leta 2003 se je Lju prebil v finale Svetovnega prvenstva IBSF do 21 let v Taupoju, Nova Zelandija. Ljujev nasprotnik je bil Avstralec Neil Robertson, ki je bil premočan, izid je bil 11-5 v Avstralčevo korist.
Lju se je v zgodovino zapisal kot prvi Kitajec, ki se je uvrstil na zaključni turnir katerega od jakostnih turnirjev. To mu je uspelo na turnirju Welsh Open 2004, za nastop na njem je moral odigrati kar štiri kvalifikacijske dvoboje, zadnjega proti Fergalu O'Brienu. V prvem krogu zaključnega turnirja je nato izpadel proti hongkonškemu asu Marcu Fuju, izid je bil 3-5.
Na jakostnih turnirjih se je Lju doslej najbolje odrezal oktobra 2007 na turnirju Grand Prix, na katerem je v svoji skupini C zasedel drugo mesto, tik za Petrom Ebdonom. Skupinskemu delu je sledila končnica in Ljujev nasprotnik v osmini finala je bil Škot Stephen Maguire. Lju je Maguireja premagal s 5-3 in se tako uvrstil v četrtfinale, kjer se je znova pomeril z Marcom Fujem in znova izgubil - 0-5.
Od leta 2008 Lju trenira pod okriljem organizacije Grove Leisure, njegova trening partnerja sta Ronnie O'Sullivan in Neil Robertson.